# Maria Helena de Amorim
Maria Helena de Amorim, por vezes creditada Maria Helena Amorim (Rio de Janeiro, 1938 - Rio de Janeiro, 2009), foi uma tenista brasileira.
Foi campeã brasileira com apenas 19 anos, e chegou a ser a melhor tenista da América do Sul. Apesar disso, Maria é lembrada por conta de um recorde curioso: em 1957, jogando em Wimbledon, ela começou sua partida contra a holandesa Berna Thung com 17 duplas-faltas consecutivas.
No Campeonato Brasileiro de Tênis de 1965, quando defendia as cores do Clube de Regatas do Flamengo, Maria Helena sagrou-se Campeã de Simples, Campeã de Duplas e Campeã de Duplas Mistas, ambas conquistas no mesmo torneio.
Em 2018, seu nome foi lembrado no livro "Clube Bahiano de Tênis – 100 Anos de Histórias, de Lutas e Glórias", escrito pelo jornalista e escritor Pablo Reis